# Teoloyucan
Teoloyucan is een stadje in de Mexicaanse staat Mexico. De plaats heeft 54.202 inwoners (census 2005) en is de hoofdplaats van de gemeente Teoloyucan.
In 1914 werd hier het verdrag van Teoloyucan getekend, waarmee een einde kwam aan de dictatuur van Victoriano Huerta.